# Empresas Municipales de Cali
Empresas Municipales de Cali (EMCALI) (ou en français Entreprises municipales de Cali) est une entreprise colombienne prestataire de services publics fondée en 1931. Les capitaux sont détenus par l'État de Colombie après avoir été la propriété de la municipalité de Santiago de Cali.
En termes de revenus d'exploitation, EMCALI est la trente-septième entreprise du pays avec un montant de 1,2 milliard de pesos (2007).

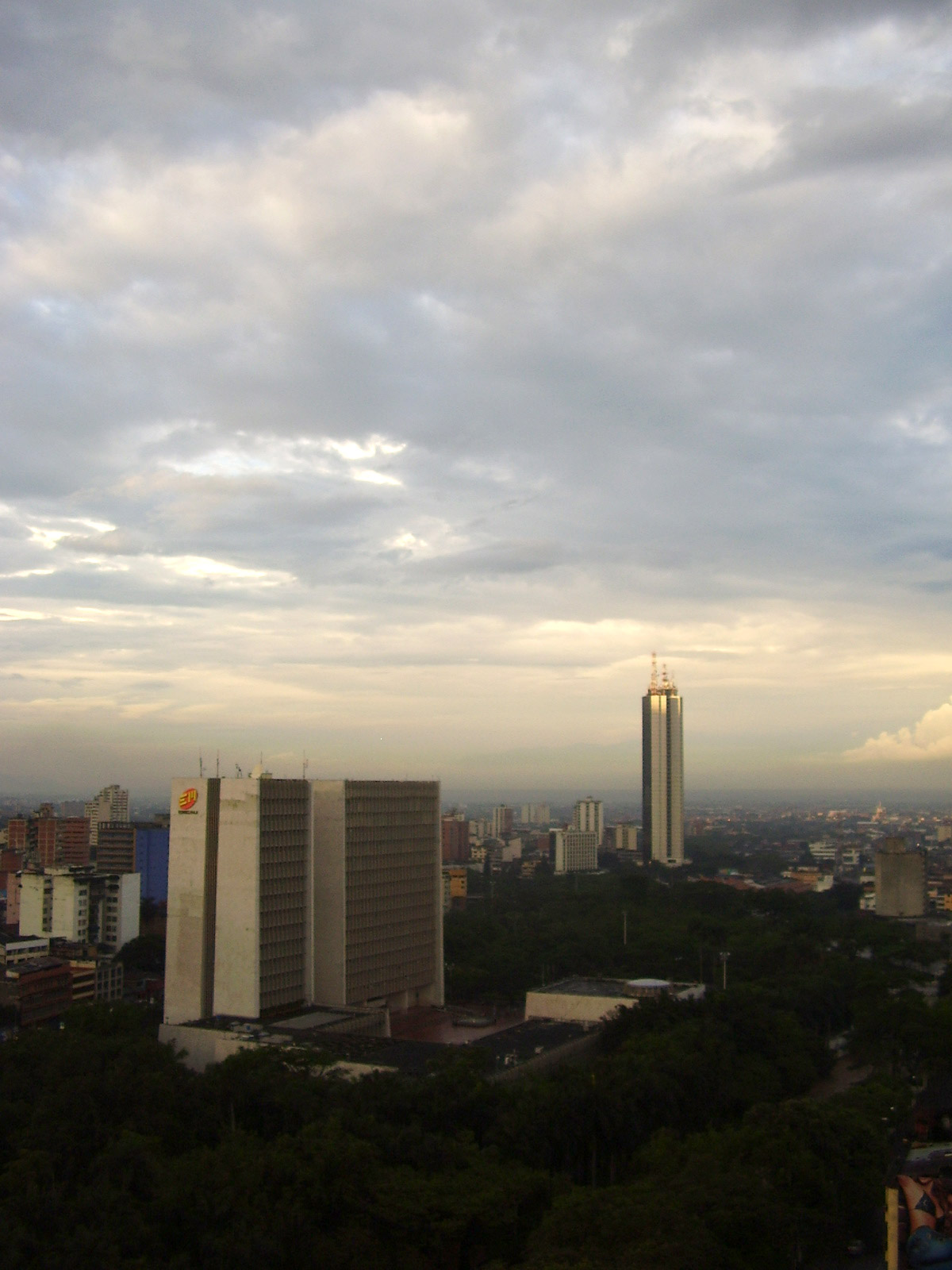
Siège social des Empresas Municipales de Cali à Cali.

EMCALI gère une ligne fixe de télécommunications locales, Internet, l'eau potable, les eaux usées et l'électricité pour quelque 600 000 clients. EMCALI a subi des pertes financières en raison de lourdes obligations de paiement à la suite d'un accord d'achat d'électricité signé en 1997 avec un producteur d'électricité indépendant, TermoEmcali.